# TT370
La tombe thébaine TT 370 est située à El-Khokha, dans la nécropole thébaine, sur la rive ouest du Nil, face à Louxor en Égypte.
C'est la sépulture d'un inconnu, scribe royal à la période ramesside.